# 明山賓
明山賓（めい さんひん、443年 - 527年）は、南朝斉から梁にかけての官僚・儒学者。字は孝若。本貫は平原郡鬲県。

## 経歴
明僧紹の子として生まれた。若いころから経史の学問に広く通じた。奉朝請を初任とした。斉の始安王蕭遙光に召されて撫軍行参軍となった。後に広陽県令となり、ほどなく官を去った。蕭衍が建康を占領すると、山賓は召されて相府田曹参軍となった。梁国が建てられると、尚書駕部郎となり、治書侍御史・右軍記室参軍を歴任した。五経博士が置かれると、山賓はこれに選出された。北中郎諮議参軍を経て、昭明太子の侍読をつとめた。中書侍郎・国子博士・太子率更令・太子中庶子を歴任した。天監15年（516年）、持節・都督縁淮諸軍事・征遠将軍・北兗州刺史として出向した。普通2年（521年）、召還されて太子右衛率となり、給事中の位を加えられ、御史中丞に転じた。仕事上の失敗で黄門侍郎・司農卿に左遷された。普通4年（523年）、散騎常侍となり、青冀二州大中正を兼ねた。東宮が新たに学士を置くと、また山賓がこれに選出された。まもなく本官のまま国子祭酒を兼ねた。
普通5年（524年）、散騎常侍・二州大中正のまま、再び国子博士となった。この年、本官のまま仮節を受け、北兗州の行政を代行した。大通元年（527年）、死去した。享年は85。侍中・信威将軍の位を追贈された。諡は質子といった。
著書に『吉礼儀注』224巻、『礼儀』20巻、『孝経喪礼服義』15巻があった。

## 子女
- 明震（字は興道、太学博士・太子舎人・尚書祠部郎・余姚県令）

## 伝記資料
- 『梁書』巻27 列伝第21
- 『南史』巻50 列伝第40